# 灵仙玉叶金花
灵仙玉叶金花（学名：Mussaenda pubescens f. clematidiflora）为茜草科玉叶金花属玉叶金花下的一个变型。